# Кіріл Попов (математик)
Кіріл Атанасов Попов (болг. Кирил Атанасов Попов, 3 травня 1880 — 1 травня 1966) — болгарський математик, найбільш відомий своїм внеском у галузі балістики та термодинаміки.

## Раннє життя
Кіріл Попов народився в Шумені в Болгарії в 1880 році. Його батько, Атанас Попов, був купцем, брав участь у болгарському революційному русі в Царграді, де був ув'язнений за свою діяльність проти Османської імперії. Після визволення Болгарії Атанас повернувся в рідне місто Шумен, де одружився з Анастасією, матір'ю Кіріла. У Кіріла було троє братів і сестер: брати Методій і Коста та сестра Катерина. У 1885 році сім'я переїхала до Варни, де Кіріл і Методій записалися в дитсадок. Після кількох днів там Кіріл занудьгував і пробрався до сусідньої школи, де навчався наступні чотири роки, поки не закінчив початкову освіту. Навчаючись у середній школі, Кіріл вивчився грати на скрипці та самостійно вивчив російську та французьку мови.

## Освіта
Після закінчення середньої школи Кіріл один рік вчителював у варненській початковій школі «Отець Паїсій», щоб заощадити гроші на подальшу освіту. У 1894 році він вступив на фізико-математичний факультет у Софії. Через рік він отримав стипендію, яка дозволила йому сплатити як за своє навчання, так за освіту свого брата Методія. Після закінчення навчання Кіріл два роки працював учителем. У той час він зацікавився роботами Ернста Маха та Анрі Пуанкаре.
У 1904 році Попов був обраний асистентом фізико-математичного факультету в Софії. У 1906 і 1907 роках Попов працював у Мюнхенській, Гайдельберзькій і Ніццькій обсерваторіях. У той час він дізнався про проблему трьох тіл і внесок Пуанкаре в теорію збурень, що стало основою його ранніх досліджень. Басо, генеральний директор обсерваторії в Ніцці, рекомендував його як кандидата для подальшого навчання в Сорбонні, і в 1908 році він був прийнятий туди без вступного іспиту.
Під час навчання в Сорбонні Попов працював у Паризькій обсерваторії та відвідував лекції Едуара Ґурси, Еміля Пікара та Анрі Пуанкаре. Він був захоплений роботами Пуанкаре про рух небесних тіл і розпочав навчання в аспірантурі під його керівництвом. Працюючи над обчисленням орбіти 108 Геккаби, Попов виявив помилку в рівняннях Пуанкаре, яка призводила до невірних передбачень. Під час навчання в докторантурі Попов мав можливість працювати в обсерваторіях Гринвіча, Страсбурга та Лондона. У 1909 році він повернувся на посаду асистента в Софійському університеті та провів наступні два роки над написанням докторської дисертації «Sur le mouvement de 108 Hecube», яку захистив у Сорбонні в 1912 році. Після захисту дисертації Попов змушений був повернутися до Болгарії, оскільки його призвали в армію на початку Балканських воєн.

## Кар'єра
У 1914 році Попов був обраний доцентом фізико-математичного факультету в Софії і захопився балістикою. У 1917 році йому було присвоєно найвище звання в Болгарській академії наук — академіка. У 1920 році, після кількох успішних робіт у цій галузі, Попова запросили прочитати курс лекцій з балістики в Берлінському університеті, де він познайомився з Ріхардом фон Мізесом. Курс був перероблений у книгу, яка була опублікована з передмовою Еміля Пікара. З 1925 року Попов став постійним відвідувачем Сорбонни та Берлінського університету, де постійно читав лекції. У 1926 році Попов отримав премію Монтіона за роботи з механіки.
Наприкінці життя Попов почав працювати над термодинамікою. Між 1952 і 1958 роками він створив серію з 18 робіт про динаміку незворотних процесів, за які він був нагороджений премією Анрі де Парвіля Французької академії наук.

## Подальше життя і визнання
Кіріл Попов залишався активним на європейській математичній сцені до своєї смерті в 1966 році. За своє життя він опублікував понад 150 наукових праць, за які був удостоєний різноманітних відзнак. Посмертно на його честь названо болгарський математичний конкурс «Академік Кіріл Попов» і математичну середню школу в Пловдиві.

## Визначні роботи
1. Sur le mouvement de 108 Hécube, 1912
2. Das Hauptproblem der äußeren Ballistik im Lichte der modernen Mathematik, Leipzig, Akademische Verlagsgesellschaft, 1932
3. Le mouvement d'un projectile autour de son center de gravité, Mémorial des sciences mathématiques, 107, Paris, Gauthier-Villars, 1951
4. Les bases mathématiques de la théorie des processus thermodinamique irréversibles, Mémorial des sciences physiques, 63, Paris, Gauthier-Villars, 1956

## Нагороди
- 1947: обраний академіком Болгарської академії наук
- 1926: Премія Монтіона, Академія наук
- 1957: Премія Анрі де Парвіля, Академія наук
- Димитровградська премія (двічі)
- Національна премія Болгарії